# Almásneszmély
Almásneszmély Komárom-Esztergom megyei község 1977-ben jött létre Dunaalmás és Neszmély települések egyesítésével. A rendszerváltás utáni első önkormányzati választáson az MSZP és az MSZMP által is támogatott Balázs László független jelöltet választották polgármesternek. Balázs 1991 januárjában belső viszályokra hivatkozva lemondott a tisztségéről, a településen fennállásáig nem választottak új polgármestert. Februárban helyi népszavazást tartottak a községegyesítés felbontásáról, amit a véleménynyilvánítók több mint 90 %-a támogatott. Almásneszmély május 15-ével kettévált, a júniusban tartott időközi választáson Dunaalmás vezetésével Domján Jánost bízták meg, Neszmély vezetésére Jobbágy István kapott felhatalmazást.

## Sportélete
Az egyesített település labdarúgócsapata 1977 és 1991 között az Almásneszmély nevet viselte.